# Richard Rothe

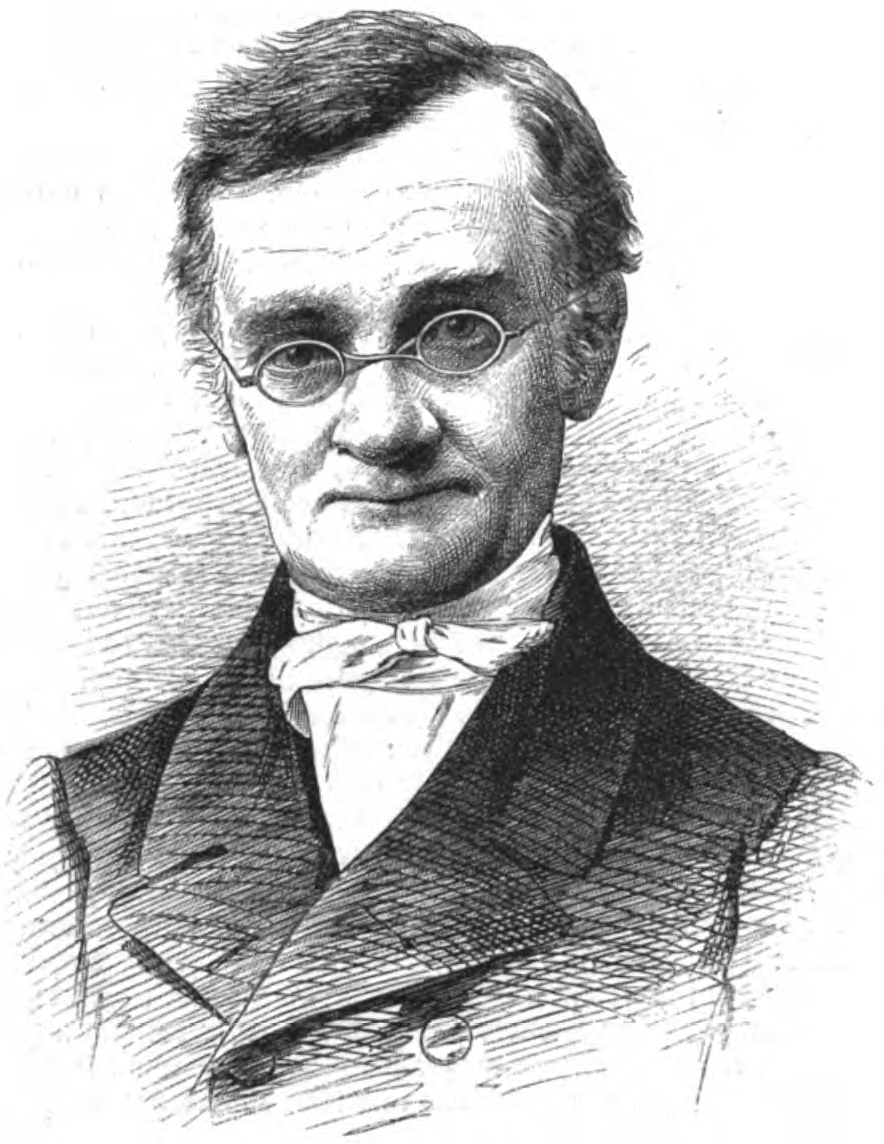
Richard Rothe, 1865

Richard Rothe (* 28. Januar 1799 in Posen; † 20. August 1867 in Heidelberg) war ein deutscher evangelischer Theologe.

## Leben
Richard Rothe wuchs als Sohn einer preußischen Beamtenfamilie in Stettin und Breslau auf. Er war von der Romantik geprägt und studierte daher seit 1817 Evangelische Theologie und Philosophie in Heidelberg, weil hier romantisch geprägte Professoren lehrten, v. a. der Altphilologe Friedrich Creuzer beeinflusste ihn. In Heidelberg lernte Rothe auch den Vertreter der Spekulativen Theologie Carl Daub, dessen Ideen ihn stark prägten, und den Philosophen Georg Wilhelm Friedrich Hegel kennen, von dessen Philosophie Rothe sehr überzeugt war. Deswegen wechselte er auch ab WS 1819/1820 seinen Studienort und zog an die Universität Berlin, wohin Hegel einen Ruf angenommen hatte. Hier beeindruckte ihn der Kirchen- und Frömmigkeitstheologe Johann Wilhelm August Neander. Durch ihn lernte Rothe auch Friedrich August Gottreu Tholuck kennen, der ihn zur Erweckungsbewegung hinführte.
In Berlin legte Richard Rothe Ende 1820 das Erste Theologische Examen ab und trat anschließend bis 1822 in das pietistisch geprägte Predigerseminar in Wittenberg ein. Danach war er Kandidat in dem evangelischen Kirchendienst in Breslau. Sein Zweites Theologisches Examen und seine Ordination fanden 1823 in Berlin kurz hintereinander statt. Denn der Leiter des Wittenberger Predigerseminars Heinrich Leonhard Heubner hatte dem preußischen Ministerium der geistlichen, Unterrichts- und Medizinalangelegenheiten schon 1823 Richard Rothe als Kandidat für das Amt des preußischen Gesandtschaftspredigers in Rom empfohlen, zu dem Rothe am 16. Dezember 1823 auch ernannt wurde. Im gleichen Jahr hatte Rothe Luise von Brück (1803–1861) geheiratet, eine jüngere Schwester der Ehefrau Heubners. 1828 wurde er Professor am Predigerseminar in Wittenberg und 1832 zweiter Direktor und Ephorus dieser Anstalt. 1837 wurde er von der badischen Regierung durch Vermittlung seines Heidelberger Lehrers Carl Daub zum ordentlichen Professor für Neues Testament, Dogmatik und Praktische Theologie an die Universität Heidelberg berufen. Hier war er auch noch Direktor des Heidelberger Predigerseminars. In dieser Zeit veröffentlichte Rothe sein Hauptwerk, die Theologische Ethik. Im November 1849 folgte er einem Ruf als Professor für Praktische Theologie an die Universität Bonn. Er kehrte aber wegen des schlechten Gesundheitszustandes seiner Frau 1854 ins klimatisch günstigere Heidelberg zurück. Hier übernahm er die Professur Carl Christian Ullmanns, der die Stelle des Prälaten der Evangelischen Landeskirche in Baden übernahm. Rothe lehrte nun als Ordinarius neben seinen bisherigen Fächern auch Kirchengeschichte. Gleichzeitig hatte er auch wieder das Amt des Universitätspredigers inne.
Richard Rothe wurde 1861 zum außerordentlichen Mitglied des Karlsruher Oberkirchenrats berufen und 1863 und 1865 vom Großherzog Friedrich I. von Baden zum Mitglied der Ersten Kammer des badischen Landtags ernannt. In den Jahren 1843, 1855, 1861 und 1867 nahm er an den Generalsynoden der Badischen Evangelischen Kirche teil und war 1863 an der Gründung des Deutschen Protestantenvereins beteiligt.
Rothe war auch Gründungsvater des Akademisch Theologischen Vereins zu Heidelberg, aus welchem die Studentenverbindung AThV Wartburg hervorging.

## Theologische Position
Richard Rothe wollte den Bereichen Religion und Kirche die Zuständigkeit für die Sittlichkeit entziehen und diese sollte in einem sittlichen Kulturstaat zum Tragen kommen. So wäre die Institution der Kirche in einem christlichen Kulturstaat aufgegangen. Dieser Kulturstaat stellte sich nach Rothe als „absolute Theokratie“ dar, aus der das „vollendete Reich Gottes“ entstehen würde. Zu diesem sollten auch die nichtchristlichen Völker gehören. Deren von der Kirche betriebene Christianisierung solle mehr und mehr „ausschließender [sc. ausschließlicher] in die Hände des [Staates] […] kommen“. Dieser solle, so Rothe ausführend, der eine unkonventionelle Missionstheologie vertrat, „das Christenthum […] durch die Verbreitung christlicher Humanisation oder Civilisation“ resp. der „christlichen Sittlichkeit“ oder auch durch den „kulturverbreitenden Weltverkehr […] verbreiten“.
Dieser Gedankengang ging aus Rothes spekulativer Theologie hervor, die an kein Dogma gebunden und die von der herrschenden Kirchenlehre abgewichen war. Nach dem Beispiel Friedrich Schleiermachers unterteilte Rothe die Theologie in die spekulative, historische und praktische Theologie. Die von Rothe entfaltete spekulative Theologie ließ sich von dem Inhalt der Bibel und einem frommen Gottesgefühl leiten. Da dieses fromme Gottesgefühl aber in den christlichen Kirchen unterschiedlich stark ausgeprägt war, konnte diese spekulative Theologie nach der inhaltlich protestantisch bestimmten Frömmigkeit nur in einem protestantischen Kulturstaat Anwendung finden. Die Bedeutung der Theologie Rothes besteht heute darin, dass das „Gottesgefühl der Frömmigkeit“ in den Gottesgedanken der gesamten spekulativen Theologie überführt wurde.

## Wirken
Richard Rothe war im 19. Jahrhundert eine wichtige Person des liberalen Protestantismus. Die Auffassung Rothes, die Kirche solle in einem sittlichen Kulturstaat aufgehen, wurde damals von vielen Protestanten vehement vertreten. Diese Überzeugung passt heute nicht mehr in das „Grundprinzip der Moderne“, das u. a. von einer Autonomie des Individuums ausgeht, sie ist daher nicht mehr schulbildend. – Einige Theologen der Neuzeit schließen sich dem Gedanken Rothes noch einmal an, das Christentum solle außerhalb der Kirche bestehen, da sich das moderne Christentum von einer dogmatisch-kirchlichen zu einer ethischen Ausrichtung geändert habe.

## Ehrungen
- Ehrendoktorwürde durch die theologische Fakultät der Universität Heidelberg
- Titel eines Kirchenrats durch den badischen Großherzog
- Titel eines Geheimen Kirchenrats durch den badischen Großherzog
- Ehrung zum 100. Geburtstag. Geschenk einer Büste Rothes von seinen Schülern und Anhängern an die Heidelberger Peterskirche, die Universitätskirche.

## Schriften (Auswahl)
- Die Anfänge der christlichen Kirche und ihrer Verfassung. Zimmermann, Wittenberg 1837 (Online-Ressource) (Reprint Frankfurt a. M. 1963).
- De disciplinae arcani, quae dicitur, in ecclesia christiana origine. Mohr, Heidelberg, 1841 (Online-Ressource).
- Theologische Ethik. 3 Bde. Zimmermann, Wittenberg 1845–1848 (Online-Ressource, Bd. 1; Bd. 2; Bd. 3) (2., völlig neu ausgearbeitete Aufl.), Zimmermann [ab Bd. 3: Kölling], Wittenberg 1867–1871 (Online Ressource, Bd. 1; Bd. 2, Bd. 3, Bd. 4, Bd. 5; Reprint der 2. Aufl., neu hrsg. und eingel. von Jürgen Albert, Waltrop 1991).
- Zur Dogmatik. Perthes, Gotha 1863 (Online-Ressource) (2. Aufl. 1869, 3. Auf. 1898).

Die meisten seiner Vorlesungen und Predigten sind nach seinem Tod von Freunden und Schülern herausgegeben worden:
- Nachgelassene Predigten. Hrsg. von Daniel Schenkel und Johannes Bleek. 3 Bde. Elberfeld 1868–1869 (Online-Ressource, Bd. 1; Bd. 2; Bd. 3).
- Dogmatik. Hrsg. von Daniel Schenkel. 3 Bde. Heidelberg 1870 (Online-Ressource, Teil 1; Teil 2,1; Teil 2,2).
- Vorlesungen über Kirchengeschichte und Geschichte des christlich-kirchlichen Lebens. Hrsg. von Hermann Weingarten. 2 Bde. Mohr, Heidelberg 1875–76 (Online-Ressource, Teil 1; Teil 2).
- Stille Stunden. Aphorismen aus des Verfassers handschriftlichem Nachlaß. Koelling, Wittenberg 1872 (Online-Ressource).
- Entwürfe zu den Abendandachten über die Pastoralbriefe. Hrsg. von Carl Palmié. Koelling, Wittenberg (2. Aufl., Bremen 1886).
  - Band 1: Die Briefe Pauli an den Timotheus und Titus nebst einem Anhang: Luthers Gedächtnisstage. 1876 (Online-Ressource).
  - Band 2: Der erste Brief Johannis, die Geschichte des Herrn, die Bergpredigt, Festtexte und andere Pastoraltexte. 1877 (Online-Ressource).
- Theologische Encyklopädie. Hrsg. von H. Ruppelius. Koelling, Wittenberg 1880.
- Geschichte der Predigt. Heinsius, Bremen 1881 (Online-Ressource).
- Gesammelte Vorträge und Abhandlungen. Hrsg. von Friedrich Wilhelm Nippold. Elberfeld 1886.
- Uebersicht der Theologischen Ethik. Aus dessen Hs. hrsg. von Rudolf Ahrendts. Heinsius, Bremen 1895.